# Anja Nissen
Pour les articles homonymes, voir Nissen.
Anja Nissen, née le 6 novembre 1995 à Winmalee, en Nouvelle-Galles du Sud en Australie, est une compositrice, danseuse, actrice et chanteuse dano-australienne. Célèbre en Australie pour sa victoire à The Voice Australia en 2014, elle se fait également connaître au Danemark par sa participation au Dansk Melodi Grand Prix 2016 où elle termine en 2e position. Elle se représente à l'édition 2017 et la remporte. Elle représente donc le Danemark au Concours Eurovision de la chanson 2017 et atteint la vingtième place lors de la finale.